# Kynšperk nad Ohří
Kynšperk nad Ohří (deutsch Königsberg an der Eger) ist eine Stadt im Okres Sokolov in Tschechien.

## Geographische Lage
Die Stadt  liegt in Westböhmen, 13 Kilometer nordöstlich von Cheb (Eger),  am nordwestlichen Fuße des Kaiserwaldes, am rechten Ufer der Eger gegenüber der Einmündung des Libocký potok (Leibitschbach) und befindet sich  am Übergang des Egerbeckens in den Egergraben. Linksseitig der Eger verläuft die Bahnstrecke Chomutov–Cheb, der Bahnhof der Stadt  liegt im Ortsteil Dolní Pochlovice. Nördlich erhebt sich der Drsný vrch (Mariahilf-Berg, 570 m) mit einem Aussichtsturm.

### Stadtgliederung
Die Stadt Kynšperk nad Ohří besteht aus den Ortsteilen Chotíkov (Kotigau), Dolní Pochlovice (Pochlowitz), Dvorečky (Krainhof), Kamenný Dvůr (Steinhof), Kynšperk nad Ohří (Königsberg a. d. Eger), Liboc (Leibitsch), Štědrá (Mülln) und Zlatá (Golddorf). Grundsiedlungseinheiten sind Chotíkov, Dolní Pochlovice I, Dolní Pochlovice II, Dvorečky, Kamenný Dvůr, Kynšperk nad Ohří, Liboc, Štědrá und Zlatá. Zu Kynšperk nad Ohří gehören außerdem die Ansiedlung Podlesí (Ebersfeld) und die Wüstung Libava (Liebau).
Das Gemeindegebiet gliedert sich in die Katastralbezirke Dolní Pochlovice, Chotíkov u Kynšperka nad Ohří, Kamenný Dvůr, Kynšperk nad Ohří, Liboc u Kynšperka nad Ohří, Štědrá u Kynšperka nad Ohří und  Zlatá u Kynšperka nad Ohří.

### Nachbarorte
Nachbarorte sind Dolní Pochlovice und Chlum Svaté Maří (Maria Kulm) im Norden, Libavské Údolí (Liebauthal) im Nordosten, Kolová im Osten, Zlatá, Podlesí und Kamenný Dvůr im Südosten, Návrší und Dobroše im Süden, Hlínová im Südwesten, Mostov (Mostau) und Chotíkov im Westen sowie Liboc im Nordwesten.

## Geschichte

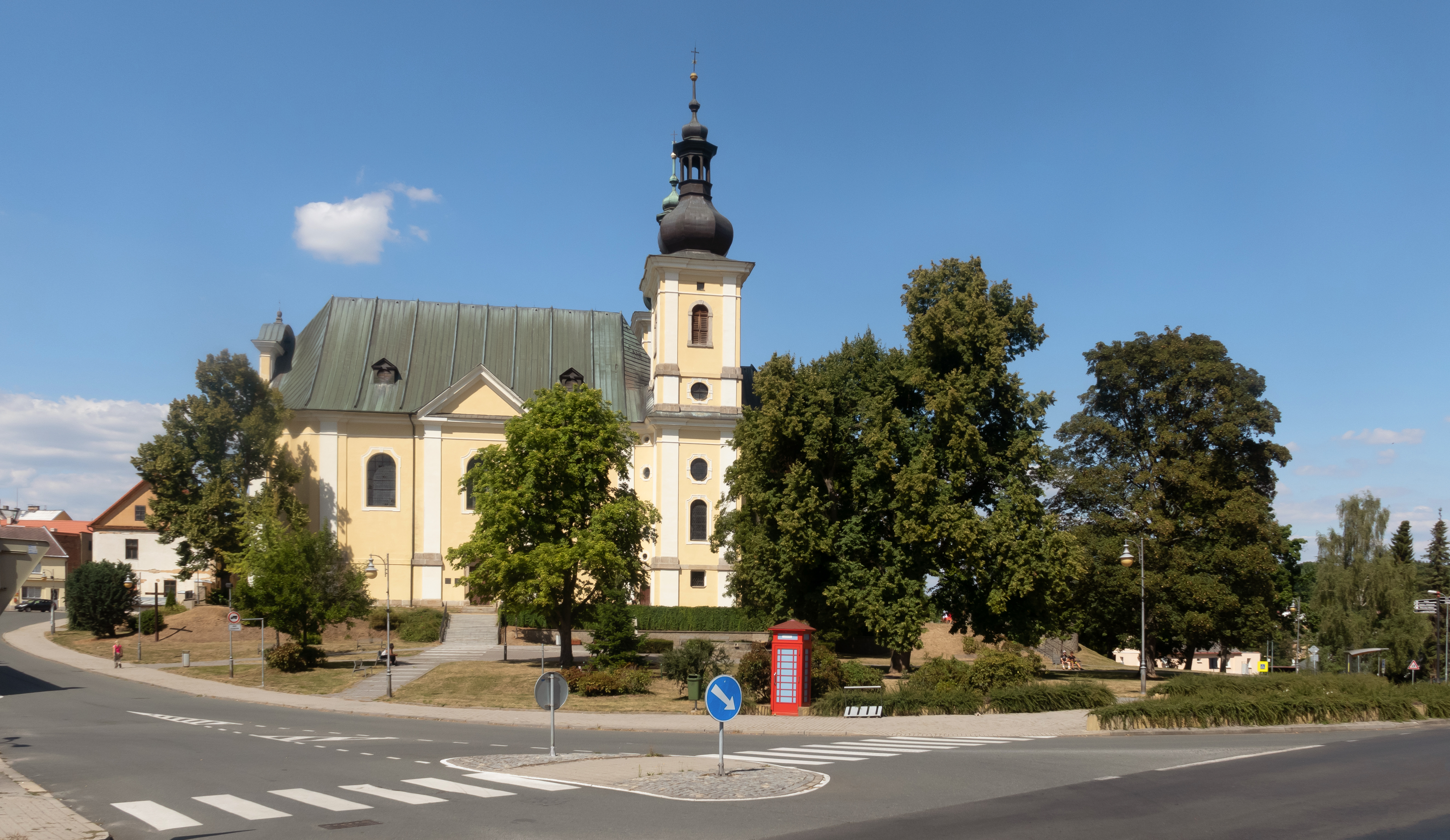
Kirche Mariä Himmelfahrt (1731)

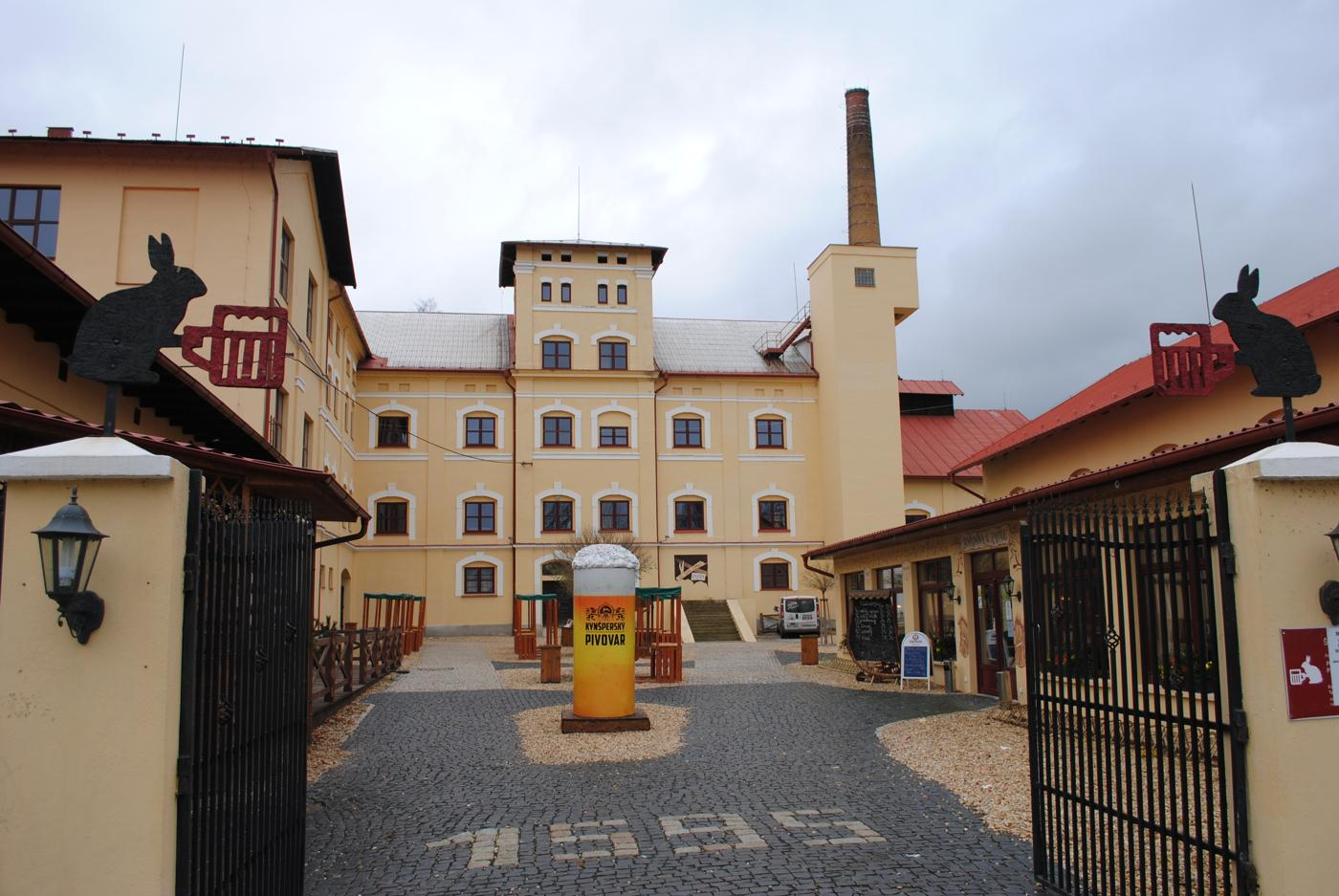
Brauerei mit Gasthof

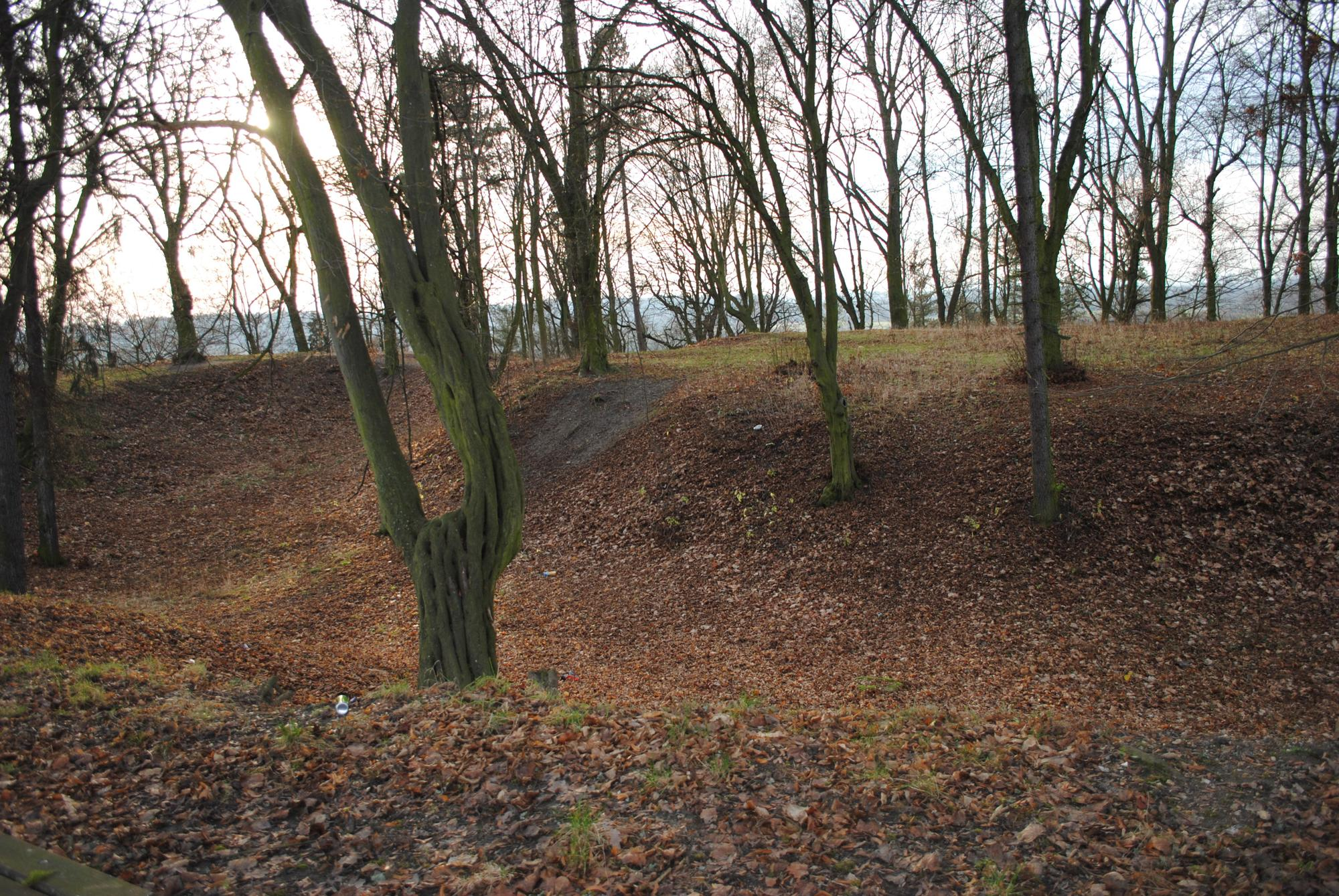
Ehemaliger Standort der Burganlage

Während der Herrschaft Friedrich Barbarossas über das „Zettlitzer Ländchen“ kam zum Ende des 12. Jahrhunderts im Gefolge des Kaisers das Ministerialengeschlecht von Kinsberg ins Land und errichtete die Burg Kinsberg. Als deren erste Besitzer sind ab 1187 Berthold von Kinsberg und ab 1194 Uschalk von Kinsberg überliefert. 1217 starb der später seliggesprochene Hroznata im Kerker der Burgherren.
1232 erteilte Wenzel I. dem Prämonstratenserinnenkloster Doxan das Privileg zur Errichtung einer Stadt. Es handelte sich dabei um das erste überlieferte Stadtprivileg in Böhmen. Die Stadtanlage, zuerst fälschlich in der heutigen Stadt vermutet, wurde in den 1980er Jahren im Starý zámek (Altschloss) ca. 1,5 km östlich aufgefunden. Es handelte sich um eine etwa 3 ha große Siedlung mit regelmäßig verteilten Grubenhäusern, die die Überreste einer spätbronzezeitlichen Befestigung ausnutzte. Diese erste Stadtanlage ist jedoch bald wieder untergegangen. Später gelangte das Städtchen zurück an die böhmische Krone, die es wegen seiner strategischen Lage hielt. Wenzel II. übertrug 1286 das Kirchpatronat an die Kreuzherren mit dem Roten Stern und entzog das Städtchen damit dem Einflussbereich des Zisterzienserklosters Waldsassen. Daraus entstand ein 25 Jahre anhaltender Streit, in dem schließlich 1311 das Kloster Waldsassen alle Ansprüche verlor. 1364 verlieh Karl IV. Königsberg Stadtrechte und das Privileg zur Errichtung einer hölzernen Stadtbefestigung. Ab 1408 wurde die Stadt an verschiedene Adelsgeschlechter verpfändet. Zu ihnen gehörten von 1437 bis 1547 die Herren von Schlick. Nach dem Rückfall an die Krone verpfändete Ferdinand I. Königsberg 1547 an Johann Heinrich von Hartenberg. 1551 folgten die Herren von Plauen.
Mit dem Verkauf der Stadt durch Rudolf II. an seinen Kammerdiener Johann Popp wurde Königsberg 1596 eine untertänige Stadt und ging in erblichen Besitz über. Vier Jahre später erwarb Kaspar der Ältere Bellwitz von Nostitz die Stadt. 1603 kaufte sich die Bürgerschaft frei und erwarb die Herrschaft selbst. Die unbewohnte Burg wurde als Baumaterial abgebrochen. Nach der Schlacht am Weißen Berg wurde deren Besitz wegen Unterstützung des Winterkönigs konfisziert. Während des Dreißigjährigen Krieges wurde die Stadt schwer geschädigt. 1630 erwarb das Geschlecht Metternich-Winneburg-Beilstein die Herrschaft einschließlich der Stadt. 1706 wurden Teile von Königsberg durch einen Stadtbrand zerstört; es begann ein barocker Neuaufbau. 1726 verkauften die Metternich den Besitz an Anton Conway von Waterford. Waterford begründete in der Stadt eine Textilmanufaktur.
Im Österreichischen Erbfolgekrieg besetzten 1741 französische Truppen die Stadt. Wenig später marschierten preußische Husaren ein. 1748 erwarben die Grafen Sinzendorf die Herrschaft, ihnen folgten Josef Anton Mulz von Waldau auf Wallhof und Georg Felix von Strahlenfels. Letzterer verkaufte sie 1817 wegen Überschuldung an Ernst Fleissner von Wostrowitz. 1840 kaufte Eusebius Haas, Porzellanfabrikant in Schlaggenwald in Westböhmen die Herrschaft Königsberg an der Eger, vererbte diese an seinen Sohn Georg Haas von Hasenfels, welcher die Herrschaft Königsberg an der Eger mit der benachbarten Herrschaft Mostau, welche bereits in seinem Besitz war, vereinigte und ein Mustergut aufbaute.
Nach der Aufhebung der Patrimonialherrschaften bildete Königsberg ab 1850 eine Stadtgemeinde im Bezirk Falkenau/Falknov. In der zweiten Hälfte des 19. Jahrhunderts begann nördlich von Königsberg der Braunkohlenabbau. Dabei wurde in der ersten Hälfte des 20. Jahrhunderts das alte Dorf Pochlowitz abgetragen und beiderseits der Grube die neue Siedlung Pochlowitz und die Kolonie angelegt. An der Stelle von (Alt) Pochlowitz befindet sich das geflutete Tagebaurestloch Boží požehnání (Segen Gottes). Mit der Inbetriebnahme der Bahnstrecke Chomutov–Cheb erhielt die Stadt 1870 einen Eisenbahnanschluss. 1873 eröffnete eine Tischlereifachschule in Königsberg.
1890 lebten in Königsberg 3849 Personen. Nachdem nach Ende des Ersten Weltkriegs die Tschechoslowakei neu geschaffen worden war, entstand in den 1920er Jahren der heutige tschechische Name Kynšperk nad Ohří. 1930 hatte die Stadt 5117 Einwohner, von denen 4956 Deutschböhmen waren. Nach dem Münchner Abkommen 1938 wurde Königsberg dem Deutschen Reich zugeschlagen und gehörte bis 1945 zum Landkreis Falkenau an der Eger, Regierungsbezirk Eger, im Reichsgau Sudetenland. Nach Ende des Zweiten Weltkriegs kam die Stadt zur Tschechoslowakei zurück; die Deutschböhmen wurden vertrieben. 1947 hatte Kynšperk nad Ohří nur noch 2045 Einwohner.

### Bevölkerungsentwicklung
Bis 1945 war Königsberg an der Eger überwiegend von Deutschböhmen besiedelt, die vertrieben wurden
| Jahr | Einwohner | Anmerkungen                                              |
| ---- | --------- | -------------------------------------------------------- |
| 1785 | 0 k. A.   | 256 Häuser                                               |
| 1830 | 3298      | in 445 Häusern                                           |
| 1847 | 3781      | in 446 Häusern, in 16 Häusern davon 18 jüdische Familien |
| 1900 | 4537      | deutsche Einwohner                                       |
| 1821 | 4794      | davon 4546 Deutsche                                      |
| 1930 | 5117      | [ 12 ]                                                   |
| 1939 | 5234      | [ 12 ]                                                   |

| Jahr      | 1970 | 1980 | 1991 | 2001 | 2003 | 2019 |
| --------- | ---- | ---- | ---- | ---- | ---- | ---- |
| Einwohner | 5542 | 5095 | 5202 | 5160 | 5085 | 4789 |

## Städtepartnerschaften
- Himmelkron, Deutschland

## Kultur und Sehenswürdigkeiten
- Pfarrkirche Mariä Himmelfahrt, in den Jahren 1712–1731 vom Kreuzherrenorden errichteter Barockbau[9]
- Statue der Maria Immaculata, geschaffen 1713, vor der Kirche
- Berg Zámecký vrch mit Burgstall der früheren Burg Kinsberg
- jüdischer Friedhof, angelegt im 17. Jahrhundert; die letzte Bestattung fand 1949 statt
- altes Rathaus
- altes Stadttor an der Judengasse
- Dreifaltigkeitssäule, geschaffen 1700 von Wilhelm Felsner aus Eger
- Marktbrunnen mit Skulptur des Hl. Florian, errichtet nach dem Stadtbrand von 1706
- evangelische Erlöserkirche, neoromanischer Bau aus dem Jahre 1904 nach Plänen von Eisenlohr und Weigle aus Stuttgart

## Söhne und Töchter der Stadt
- Andreas Buberl (1832–1907), Militärarzt, Kurarzt, Volkstumsforscher und Ehrenbürger von Franzensbad und Eger
- Kaspar Buberl (1832–1892), Bildhauer in New York
- Hans Buberl (1842–1894), Eisenkonstrukteur, Erbauer einer Donaubrücke in Wien
- Cašpar Hermann (1871–1934), Erfinder des Offsetdruckes
- Fritz Lederer (1878–1949), Maler
- Ludwig Protz (1894–1927), Schriftsteller, Begründer des deutschen Turnverbandes in der Tschechoslowakei
- Karl Rubner (1901–1988), deutscher Politiker
- Rudolf Jakubek (1902–1968), deutscher Maler und Grafiker
- Franz Smolcic (1908–nach 1977), sudetendeutsch-kanadischer politischer Aktivist
- Rudolf Fischer (1910–1971), Sprachwissenschaftler
- Erich Adler, auch  Erich Orlický (1911–1982), jüdischer Unternehmer, Komponist und Pianist
- Günther Uhlig (1937–2021), deutscher Architekt